# Lista de regiões metropolitanas da Paraíba
A formação de regiões metropolitanas na Paraíba visa, principalmente, organizar os municípios paraibanos para resolver problemas comuns a todos eles nas áreas em que mais necessitam, como saúde, transporte, infraestrutura, educação, entre outras.
Inicialmente foi formada a Região Metropolitana de João Pessoa, no ano de 2003; após esta a de Campina Grande, na atual gestão estadual viu-se uma disseminação da formação de regiões metropolitanas, notadamente constituídas nos anos de 2011, 2012 e 2013.

## Região Metropolitana de João Pessoa
Foi a primeira região metropolitana instituída no estado, criada pela Lei Complementar Estadual 59 de 2003, era composta inicialmente pelos municípios de Bayeux, Cabedelo, Conde, Cruz do Espírito Santo, João Pessoa, Lucena, Mamanguape, Rio Tinto e Santa Rita. Foi ampliada pela Lei Complementar Estadual 90/2009 que incluiu os municípios de Alhandra, Pitimbu e Caaporã e, posteriormente, pela Lei Complementar Estadual 93/2009, que incluiu o município de Pedras de Fogo. Após a criação da Região Metropolitana do Vale do Mamanguape, em 2013, foi excluído o município de Mamanguape.
É a mais populosa região metropolitana da Paraíba e a décima oitava do Brasil, com aproximadamente 1.200.000 habitantes (IBGE, 2011).

## Região Metropolitana de Campina Grande
A Região Metropolitana de Campina Grande (RMCG) foi a segunda criada na Paraíba, através da Lei Complementar Estadual nº 92 de 2009. A matéria foi aprovada pela assembleia legislativa da Paraíba no dia 17 de novembro de 2009 e sancionada dia 11 de dezembro de 2009 pelo governo do estado.
Inicialmente a RMCG foi formada por 27 municípios, sendo que depois esse número se reduziu para dezessete, pois seis municípios  foram desagregados e agregados para formar uma nova região metropolitana, a de Esperança. Recentemente a RMCG compreende 19 municípios, pois com a criação da Região Metropolitana de Itabaiana, os municípios de Ingá e Riachão do Bacamarte passaram a integrar a essa última.
Em 2011 possuía cerca de 600 mil habitantes, sendo a segunda mais populosa da Paraíba.

## Região Metropolitana de Guarabira
Foi idealizada por meio de uma proposta apresentada pela deputada estadual Léa Toscano, através da Lei Complementar Estadual nº 101/2011 aprovada pela Assembleia Legislativa da Paraíba e sancionada pelo governador da Paraíba, Ricardo Coutinho.
Inicialmente 18 municípios integravam esta região metropolitana, após a criação da Região Metropolitana de Araruna, o município de Dona Inês fora anexo e o número atual passou para 17. Posteriormente os municípios de Arara, Bananeiras e Solânea passaram a integrar a região metropolitana, através da Lei Complementar Nº 138, de 12 de abril de 2016, totalizando 20 municípios.
A sua população em 2010 foi de aproximadamente 200 mil habitantes segundo o censo nacional realizado pelo IBGE.

## Região Metropolitana de Patos
É a terceira maior região metropolitana do estado, com mais de 220 mil habitantes, a 7ª maior do interior do Nordeste e a 3ª maior do Sertão do Nordeste. Foi criada pela Lei Complementar Estadual 11/2011. A matéria foi aprovada pela assembléia legislativa da Paraíba no dia 30 de Novembro de 2011 e sancionada no dia 28 de Dezembro de 2011 pelo governador Ricardo Coutinho.
É formada pelo agrupamento de 24 municípios, sendo a região metropolitana com mais municípios na Paraíba. No censo de 2010, seus municípios somavam aproximadamente 225 mil habitantes.
Localiza-se no centro do estado, na região conhecida como "cintura da Paraíba", limita-se com os estados de Rio Grande do Norte, ao Norte e Pernambuco, ao Sul.

## Região Metropolitana de Cajazeiras
Foi instituída pela lei complementar nº 106 de 8 de junho de 2012 publicada no Diário Oficial da Paraíba em 9 de junho de 2012.
É formada por 15 municípios e possui aproximadamente 170 mil habitantes, segundo dados de cada município no Censo 2010.
Localiza-se no extremo ocidental do estado, limitando-se com os estados vizinhos do Ceará e Rio Grande do Norte.

## Região Metropolitana de Esperança
Antes constituinte da Região Metropolitana de Campina Grande, a cidade de Esperança, juntamente com outros seis municípios formam agora uma nova região metropolitana, a de Esperança. Localizada no Brejo Paraibano, a RME é constituída pelo agrupamento de 9 municípios. A instituída pela Lei Complementar n. 106, de 8 de junho de 2012. É formada pro 9 municípios que juntos possuíam cerca de 135 mil habitantes em 2011.

## Região Metropolitana de Barra de Santa Rosa
Formada pela união de 8 municípios, foi instituída pela lei complementar nº 110 de 13 de julho de 2012 e publicada no Diário Oficial do Estado da Paraíba em 17 de julho de 2012.
De todas as regiões metropolitanas do estado, é a que possui a segunda menor população, contando com cerca de 80 mil habitantes em 2012, superando em população apenas a RM de Araruna.

## Região Metropolitana do Vale do Piancó
Formada por 18 municípios, foi instituída pela lei complementar nº 109 de 13 de julho de 2012 e publicada no Diário Oficial do Estado da Paraíba em 8 de julho de 2012.
Suas cidades principais são Conceição, Itaporanga, Piancó e Coremas.
Sua população foi de aproximadamente 150 mil habitantes em 2013.

## Região Metropolitana do Vale do Mamanguape
Formada por 9 municípios, foi instituída pela lei complementar nº 116 de 21 de janeiro de 2013 e publicada no Diário Oficial do Estado da Paraíba em 22 de janeiro de 2013.
Localiza-se no litoral do estado.
Sua população em 2013 foi de aproximadamente 120 mil habitantes.

## Região Metropolitana de Sousa
Formada por 9 municípios, foi instituída pela lei complementar nº 117 de 21 de janeiro de 2013 e publicada no Diário Oficial do Estado da Paraíba em 22 de janeiro de 2013.
Sua população foi de aproximadamente 115 mil habitantes em 2012.
Localiza-se no sertão da Paraíba, a cerca de 420kms de João Pessoa.
A principal atração turística da região são as pegadas de dinossauros encontradas em vários municípios, além de uma grande concentração na Área de conservação federal Parque dos Dinossauros, em Sousa.

## Região Metropolitana de Itabaiana
Formada por 12 municípios, foi instituída pela lei complementar nº 118 de 21 de janeiro de 2013 e publicada no Diário Oficial do Estado da Paraíba em 22 de janeiro de 2013.
Localiza-se no sudeste do estado junto aos limites com o estado de Pernambuco.
O principal rio do estado, o Rio Paraíba cruza esta RM de oeste a leste.

## Região Metropolitana de Araruna
Formada por 6 municípios, foi instituída pela lei complementar nº 119 de 21 de janeiro de 2013 e publicada no Diário Oficial do Estado da Paraíba em 22 de janeiro de 2013.
Localiza-se na porção norte do estado, junto aos limites com o Rio Grande do Norte.
É considerada a região metropolitana menos populosa da Paraíba, com menos de 70 mil habitantes.